# Hora (geslacht)
Hora is een monotypisch geslacht van pissebedden uit de familie van de Oniscidae.

## Soort
- Hora damae Barnard, 1932